# Thomas Sjöberg (dziennikarz)
Thomas Sjöberg (ur. 1958) – szwedzki dziennikarz i pisarz, autor książek biograficznych m.in. o założycielu Ikei Ingvarze Kampradzie i królu Szwecji Karolu XVI Gustawie.

## Twórczość (wybór)[1]
- 1996: Tommy Lindström. Mitt liv som snutt – berättat för Thomas Sjöberg
- 1998: Ingvar Kamprad och hans IKEA: en svensk saga
- 2002: Private med Milton och Milton
- 2005: Barnflickan i Knutby: dramadokumentär
- 2010: Carl XVI Gustaf – Den motvillige monarken (współautorzy: Deanne Rauscher i Tove Meyer)
- 2013: Ingmar Bergman – En berättelse om kärlek, sex och svek